# Hieracium laevigatum

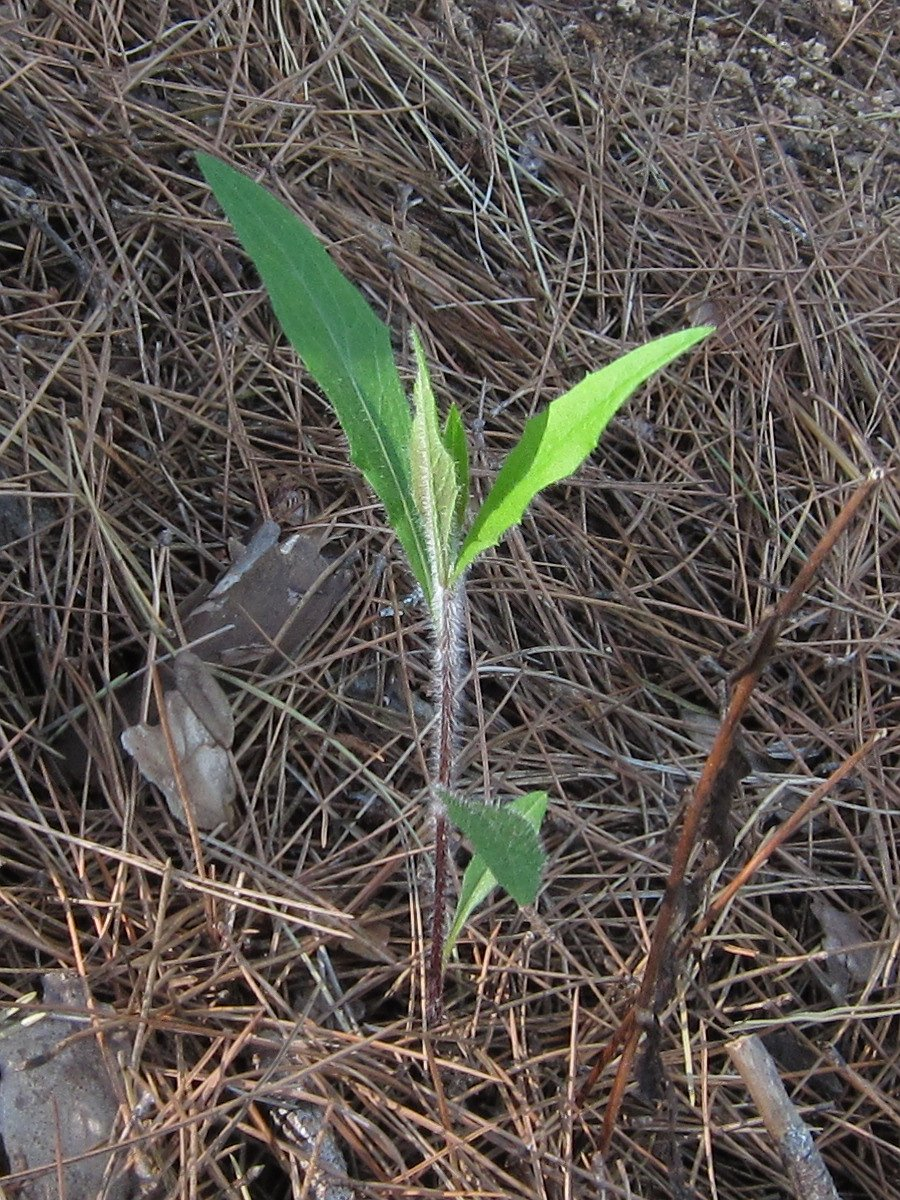
Inici del creixement a primers de maig, on es pot veure que aquesta planta no forma un grup de fulles basals en forma de roseta

Hieracium laevigatum és una planta perenne de la familia de les asteràcies (compostes), subfamília cicoriòidies, que floreix cap a la fi de l'estiu i durant la primera meitat de la tardor.

## Morfologia
Planta d'alçada normalment entre 40 i 120 cm. que excepcionalment pot apropar-se als 2 m., formada per una única tija pilosa i bastant rígida, amb fulles lanceloades, més o menys irregularment dentades, les inferiors curtament peciolades, d'uns 10 cm de llargada o poc més -les primeres normalment s'han assecat al temps de la florida- i cap a la part superior, sèssils, atenuades a la base però sense arribar a formar pecíol i de mida progressivament decreixent, de vegades sobtadament, de vegades a poc a poc, depenent de les circumstàncies del terreny, llum, humitat, etc. A l'anvers de les fulles, esparsos pèls simples i pèls asteriformes poc densos, al revers amb pèls simples més llargs, especialment al nervi principal i també alguns asteriformes.
Inflorescència ramificada a la part superior, en forma de panícula. Bràctees dels capítols aplicades, poc o gens glanduloses o piloses, estils més aviat foscos que destaquen sobre el groc de les lígules, aquestes només una mica piloses a la part inferior. Aquenis d'uns 4 mm, de llargada, negrosos. Receptacle de les llavors glabre, amb algunes dents als marges dels alvèols, d'una llargada que no sol sobrepassar el diàmetre d'aquests.

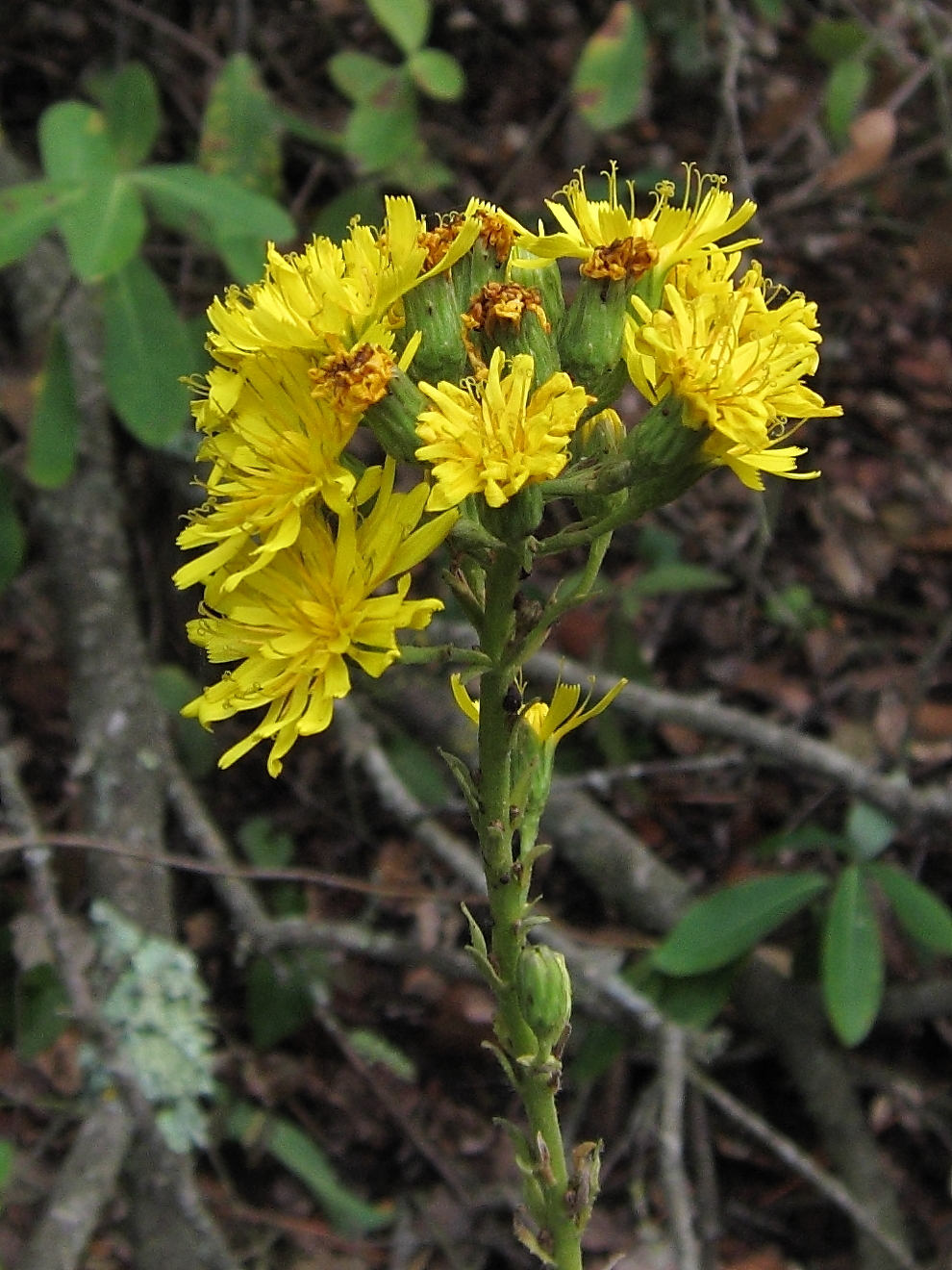
Inflorescència
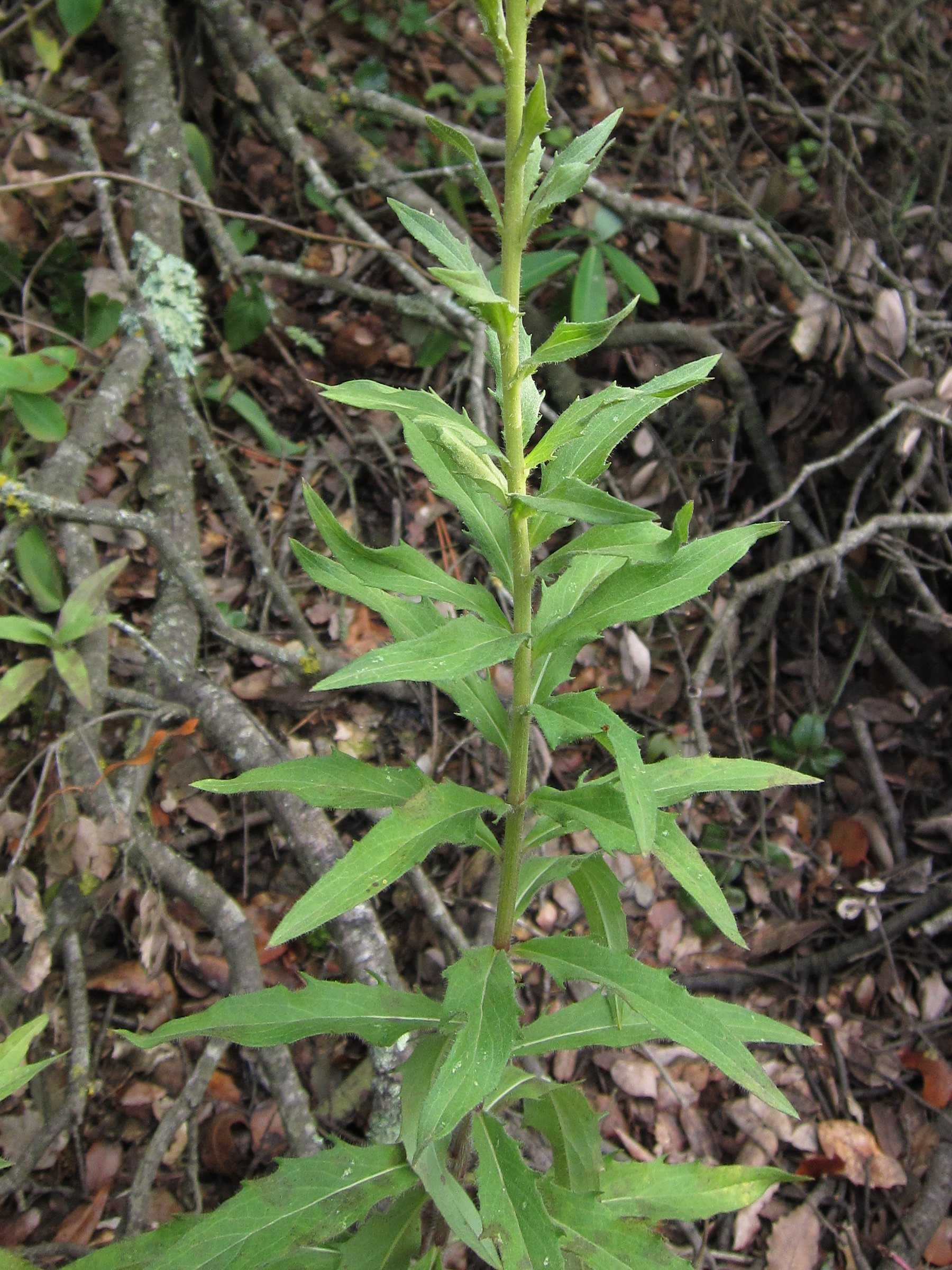
Fulles centrals de la tija
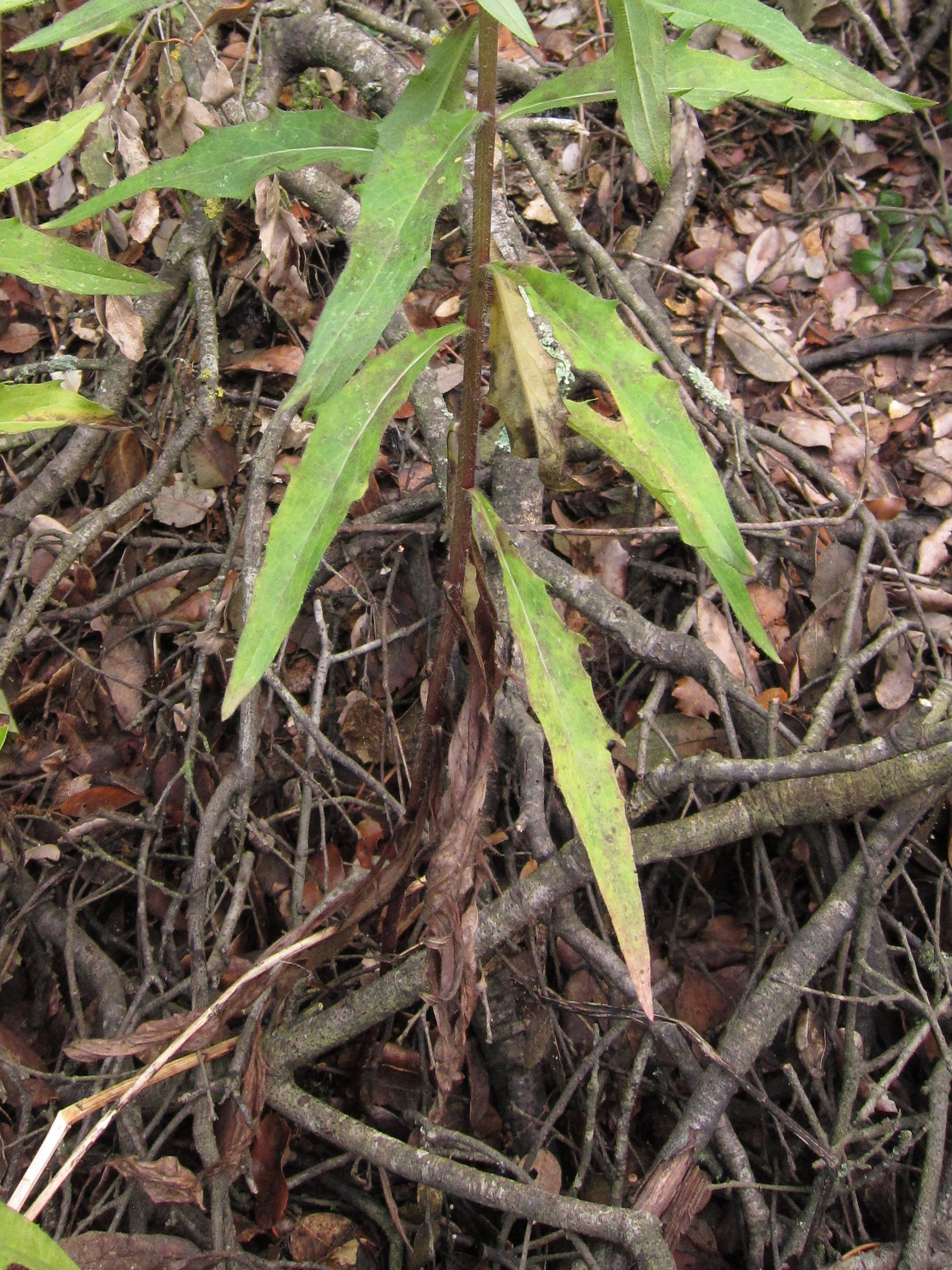
Fulles inferiors

## Hàbitat
Sempre sobre terreny silici, en ambients no gaire eixuts de vores de camins forestals, boscos prou clars o clarianes de bosc, preferentment amb un bon gruix de terra, només viuen bé en escletxes de roques en indrets molt humits.